# Cyril Collard
Cyril Collard (Parijs, 19 december 1957 – Versailles, 5 maart 1993) was een Frans schrijver, regisseur, componist en acteur.

## Levensloop
Collard was een zoon van de Franse judokampioen en sportbestuurder Claude Collard. Hij groeide op in een liberaal middenklasse gezin. Vanaf 1977 volgde hij een technische studie aan het Institut Industriel du Nord (tegenwoordig École Centrale de Lille) in het Noord-Franse Villeneuve-d'Ascq. In 1979 besloot hij zijn studie af te breken en keerde hij terug naar Parijs. Collard was begin jaren tachtig assistent van regisseur Maurice Pialat en was onder andere betrokken bij de productie van de film Loulou met Isabelle Huppert en Gérard Depardieu. Hij was assistent van René Allio bij het maken van de documentaire L'heure exquise en stond in 1983 voor het eerst voor de camera, in een bijrol in de film A nos amours van Pialat.
Inmiddels had Collard zijn regiedebuut gemaakt met de korte film Grand huit (1982), waarvoor hij tevens het scenario schreef. Rond 1985 richtte hij de rockgroep Cyr op, waarvoor hij tevens de songteksten schreef. Collard regisseerde videofilms en televisiereportages en schreef diverse artikelen en draaiboeken. In 1986 had hij een bijrol in de televisiefilm Mariage blanc van regisseur Peter Kassovitz en kwam hij met een tweede korte film, Alger la blanche, waarvoor hij genomineerd werd voor een César. In hetzelfde jaar werd hij seropositief getest op hiv.
De besmetting met hiv was voor Collard geen reden het rustiger aan te doen. Hij debuteerde in 1987 als romanschrijver met het autobiografisch geïnspireerde Condamné amour. Twee jaar later verscheen de roman Les nuits fauves (in 1993 door Maria Noordman in het Nederlands vertaald onder de titel Ruige nachten). In zijn werken verhaalt hij openlijk over het leven aan de zelfkant, over biseksualiteit en hiv, geweld en liefde, pedofilie en misdaad.
Met scenarioschrijver Jacques Fieschi zette Collard zich begin jaren negentig in om Les Nuits fauves te verfilmen. Het bleek echter moeilijk een acteur te vinden die zich wilde wagen aan de hoofdrol, de promiscue en met hiv besmette Jean, waarop Collard besloot deze zelf voor zijn rekening te nemen. Naast de hoofdrol en de regie verzorgde hij tevens de filmmuziek. De film kwam in 1992 uit en had zowel bij de filmkenners als het bioscooppubliek veel succes. In maart 1993 kreeg de film Césars als beste film, beste debuut en beste montage. Hoofdrolspeelster Romane Bohringer ontving de prijs voor meest veelbelovende actrice.
Collard maakte zelf de uitreiking van de Césars niet meer mee, enkele dagen voor het evenement overleed hij aan de gevolgen van aids. Postuum verschenen in 1994 een derde roman van zijn hand, getiteld L'ange sauvage, en de dichtbundel L'animal. In 1995 verfilmde regisseur Thomas Gilou Rai, naar een draaiboek van Collard.

## Werken

### Boeken
- Condamné amour (1987, roman)
- Les nuits fauves (1989, roman, in het Nederlands vertaald als Ruige nachten)
- L'Ange sauvage (1994, roman)
- L'animal (1994, dichtbundel)

### Filmscenario's
- Grand huit (1982)
- Alger la blanche (1986)
- Les nuits fauves (1992)
- Rai (1995)

### Films als acteur
- À nos amours (1983)
- Mariage blanc (1986)
- Les nuits fauves (1992)

### Films als regisseur
- Grand huit (1982)
- Alger la blanche (1986)
- Les nuits fauves (1992)